# Сурхандарьинская область
Сурхандарьи́нская о́бласть (вилоя́т; узб. Surxondaryo viloyati / Сурхондарё вилояти) — самая южная область Узбекистана. Административный центр — город Термез.
Образована 6 марта 1941 года Указом Президиума Верховного Совета СССР.

## География
Центральная и южная части области являются равнинными. На севере расположен Гиссарский хребет, на западе и северо-западе находятся его отроги — горы Байсунтау (4425 м) и Кугитангтау, расположенные на территории Узбекистана и Туркменистана, на востоке располагается хребет Бабатаг (до 2290 м), на юге — долина реки Амударьи.
На юге граничит с провинцией Балх Афганистана, на юго-западе — с Лебапским велаятом Туркменистана, на северо-западе — с Кашкадарьинской областью, на востоке — с Носири-Хусравским и Шахритусским районами Хатлонской области Таджикистана, на северо-востоке — с Турсунзадевским, Рудаки и Шахринавским РРП Таджикистана, на севере — с Айнинским и Пенджикентским районами Согдийской области Таджикистана.

## Климат
Климат — от сухого пустынного на юге, до субтропического на севере (в районе Узуна). Средняя температура января составляет +3°С, июля — +45-60 °C.
На равнинах количество осадков колеблется от 130 мм до 360 мм в год, в предгорных районах — от 440 мм до 620 мм.

## Население
По состоянию на 1 августа 2022 года, население Сурхандарьинской области насчитывало 2,771,100 человек — это 7-е место (из 14) среди регионов Узбекистана.

### Национальный состав
| Национальность | Население, чел. | % ко всему населению |
| -------------- | --------------- | -------------------- |
| Узбеки         | 2 264 979       | 84,49                |
| Таджики        | 334 120         | 12,46                |
| Туркмены       | 32 925          | 1,23                 |
| Русские        | 21 324          | 0,80                 |
| Татары         | 6960            | 0,26                 |
| Украинцы       | 3545            | 0,13                 |
| Цыгане         | 3276            | 0,12                 |
| Казахи         | 2719            | 0,10                 |
| Белорусы       | 1502            | 0,06                 |
| Азербайджанцы  | 978             | 0,04                 |
| Корейцы        | 734             | 0,03                 |
| Армяне         | 306             | 0,01                 |
| Евреи          | 220             | 0,01                 |
| Молдаване      | 210             | 0,01                 |
| Каракалпаки    | 194             | 0,01                 |
| Киргизы        | 159             | 0,01                 |
| Грузины        | 157             | 0,01                 |
| Другие народы  | 6492            | 0,24                 |

В таблице указаны народы, численность которых в этой области превышает 150 человек.

## Административно-территориальное деление
В состав области входят 1 город областного подчинения (Термез) и 14 районов (туманов).
В таблице указано городское, сельское и общее население в тыс. чел. на 01.01.2024
| Район (город)                   | Население, всего | Городское население | В том числе город в составе района | Сельское население |
| ------------------------------- | ---------------- | ------------------- | ---------------------------------- | ------------------ |
| Термез (город)                  | 201,6            | 201,6               | Термез — 201 600                   | —                  |
| Алтынсайский                    | 192,6            | 77,3                | —                                  | 115,3              |
| Ангорский                       | 143,8            | 69,9                | —                                  | 73,9               |
| Байсунский                      | 124,6            | 52,1                | Байсун — 30 104                    | 72,5               |
| Бандиханский                    | 83,0             | 14,9                | Бандихан — 10 110                  | 68,1               |
| Денауский                       | 420,2            | 148,6               | Денау — 84 526                     | 271,6              |
| Джаркурганский                  | 238,3            | 47,8                | Джаркурган — 23 229                | 190,5              |
| Кизирикский                     | 124,0            | 33,0                | —                                  | 91,0               |
| Кумкурганский                   | 255,5            | 83,3                | Кумкурган — 15 759                 | 172,2              |
| Музрабадский                    | 153,6            | 56,3                | —                                  | 97,3               |
| Сариасийский                    | 228,0            | 43,8                | Шаргунь — 12 232                   | 184,2              |
| Термезский                      | 84,7             | 26,3                | —                                  | 58,4               |
| Узунский                        | 187,9            | 43,7                | —                                  | 144,2              |
| Шерабадский                     | 210,8            | 63,1                | Шерабад — 30 515                   | 147,7              |
| Шурчинский                      | 228,5            | 79,3                | Шурчи — 26 371                     | 149,2              |
| Сурхандарьинская область всего: | 2877,1           | 1041,0              | —                                  | 1836,1             |

### История административного деления
При образовании области в 1941 году в её состав вошли Байсунский, Денауский, Джар-Курганский, Сары-Асийский, Термезский, Узунский, Ширабадский, Шурчинский районы и город Термез.
В 1943 году был образован Узунский район (упразднён в 1959), в 1952 — Ангорский. В 1951 году статус города областного подчинения получил Денау.
25 января 1960 к Сурхандарьинской области были присоединены Бешкентский, Гузарский, Дехканабадский, Камашинский, Каршинский, Кассанский, Китабский, Чиракчинский, Шахрисабзский, Яккабагский районы и город Карши упразднённой Кашкадарьинской области.
В декабре 1962 года были упразднены Ангорский, Байсунский, Бешкентский, Дехканабадский, Джар-Курганский, Камашинский, Китабский, Сары-Ассийский и Чиракчинский районы.
7 февраля 1964 года в восстановленную Кашкадарьинскую область были переданы Гузарский, Каршинский, Касанский, Шахрисабзский, Яккабагский районы и город Карши.
В 1964 году были образованы Джаркурганский и Сариасийский районы, в 1965 году — Байсунский район, а в 1968 — Гагаринский район.
В 1975 году был образован Ленинюльский район, в 1977 — Кумкурганский район, а в 1979 году — Ангорский район.
В 1981 году был образован Алтынсайский район.
В 1991 году был образован Узунский район. В 1992 году образован Бандиханский район; Гагаринский район переименован в Музрабадский, а Ленинюльский — в Кизирикский.
Бандиханский район был упразднён в 2010, но вновь восстановлен в 2020 году.

## Экономика
Основу экономики области составляет агропромышленный комплекс. Выращиваются тонковолокнистые сорта хлопчатника. Действуют 26 крупных промышленных предприятий.
Ведущими отраслями промышленности Сурхандарьинской области являются лёгкая и пищевая промышленность. Значительное место занимает горнодобывающая промышленность.
Имеются запасы нефти, газа, угля, соли, гипса и других полезных ископаемых. Около Хаудага, Учкызыла, Ляльмикара и Кокайды действуют нефтяные и газовые промыслы.

## Хокимы
1. Кодиров Ташмирзо Уракович (21.02.2001-01.06.2004),
2. Эшмуратов (Ишмуродов) Абдулхаким Хушбокович (01.06.2004-25.03.2008),
3. Джураев (Жураев) Туробжон Икромович (с 25.03.2008),
4. Чориев Нормумин,
5. Джураев (Жураев) Эшдавлат Турсунович (с 19.12.2013),
6. Мамараимов Тоджимурод Нормуродович (до 16.12.2016),
7. Турдимов Эркинжон Окбутаевич (с 16.12.2016),
8. Боболов Тура Абдиевич (с 2019).
9. Касымов Улугбек Бердикабилович (c 12.03.2023)

## Палеоантропология
В 1938—1939 годах советский археолог А. П. Окладников обнаружил в горах Байсунтау пещеру Тешик-Таш с погребённым ребёнком-неандертальцем.